# 氷川丸
氷川丸（ひかわまる）は、三菱グループの日本郵船が1930年に竣工させた日本の12,000t級貨客船。北太平洋航路で長らく運航された。2019年時点では、神奈川県横浜市中区の山下公園で博物館船として公開されている。国の重要文化財（歴史資料）に指定されている。

## 概要
「氷川丸」は、横浜船渠（現：三菱重工業横浜製作所）で建造された1万トン級貨客船であり、太平洋戦争では病院船として運用された。戦後は1960年まで北太平洋航路で運航を続けた。
運航終了後は横浜市の山下公園前（横浜港）に係留されている。戦前より唯一現存する日本の貨客船であり、船内のインテリアなども含めて貴重な産業遺産であるため、2003年には横浜市の有形文化財の指定を受け、2007年に経済産業省の近代化産業遺産として認定、さらに2016年8月には国の重要文化財（歴史資料）に指定された。

## 船名
本船（氷川丸）の船名は、大宮氷川神社に由来する。ブリッジの神棚には氷川神社の祭神が勧請され、保存船となった後も氷川神社を祀っている。姉妹船には2隻（日枝丸、平安丸）があり、「日枝丸」は東京千代田区日枝神社を、「平安丸」は平安神宮を祀った。なお本級3隻は頭文字『H』で統一されている。

## 船歴

### 建造経緯
日本郵船は昭和初期、北太平洋で展開されたアメリカやカナダとの貨客船就航（路線）競争の一環として、明治末期から大正初期に建造された天洋丸級をはじめとする老朽船に代わる、新型貨客船を必要としていた。またワシントン海軍軍縮条約で航空母艦（空母）の保有を制限された大日本帝国海軍も、平時には商船として運用し、有事には空母に改造可能な大型貨客船を求めていた。
北米サンフランシスコ航路を強化するため、日本郵船は浅間丸型貨客船3隻（浅間丸〈1929年9月15日〉、龍田丸〈1930年3月15日竣工〉、秩父丸〈1930年3月10日竣工。後に改名し鎌倉丸〉）を発注した。この3隻は、有事において航空母艦に改造する予定だった。続いて日本郵船は1927年（昭和2年）には欧州航路2隻、南米航路1隻、北米シアトル航路用3隻を建造することになり、「秩父丸」を建造中の横浜船渠は北米シアトル航路用2隻を受注した。これが本船（氷川丸）と「日枝丸」である。なお、もとは川崎造船所へ発注の予定であったが、同造船所が経営不振になったため日本郵船が大株主かつ大口債権者となっていた横浜船渠へと変更された。「平安丸」は大阪鉄工所に発注された。日本海軍は、氷川丸と日枝丸を航空機運搬艦（飛行甲板を保有するが、輸送や工作任務を前提とした簡易空母）にする予定だった。
本船の横浜船渠建造番号は「S177」。太平洋（外洋）での航海に堪えるため、外板の厚さは15mm、船窓も丸窓を採用した。船級はロイド船級協会最高クラスを取得している。
主機関は、「秩父丸」と同様にデンマークのバーマイスター&ウェイン（B&W社。現在はドイツのMAN社と合併）製複動式ディーゼル機関2基搭載2軸推進とした。主発電機にはB&W社設計のライセンスによる池貝鉄工所製450馬力4サイクル ディーゼル機関駆動の直流225V 出力325kW 3台を搭載し、ウインドラスやウインチ、各種ポンプ類の動力に直流電動機を用いて騒音振動を軽減した。
竣工時の一等客室は76名（貴賓用特別室を含む）、二等69名、3等138名、合計283名。翌年には三等客室を48人増やして計331名となった。船内各部の装飾は、諸外国・日本国内の建築家やインテリア・デザイナー間でコンペティションを行った結果、フランスのマーク・シモン社が担当することになった。
1933年からの発効が既に決定されていた海上人命安全のための国際条約 (SOLAS) の基準を先取りした水密区画構造を採用、アール・デコ (Art Déco) 様式のインテリア、オーシャン・ライナーという船型、そして日本郵船の擁する一流シェフによる料理などのサービス提供など、構造、サービスとも当時の先端をいく良質な船として建造された。
「氷川丸」は1928年（昭和3年）11月9日に起工、1929年（昭和4年）9月30日に進水。1930年（昭和5年）4月25日に竣工したが、プロペラに不都合が生じ、翌日再び入渠してその交換が行われた。

### 就役
5月8日に横浜五号岸壁に着岸した「氷川丸」は、翌日神戸へ向かい、5月13日に神戸より第一次航海を開始。四日市、清水を経て5月17日に横浜を出港し、シアトルへ向かった。各地ではレセプションや一般公開が行われた。5月27日、シアトル着。排日移民法の締結などアメリカにおける反日感情は強くなっていたが、シアトルでは3万人近い（3万人超の）見学者が「氷川丸」を訪れた。次いで、バンクーバーやビクトリア、エベレットも多数の見学者が「氷川丸」を訪れた。「氷川丸」は6月17日にビクトリアを出港し、6月29日に横浜に到着。それから神戸を経由して7月6日に門司に入港した。門司港でも岸壁を整備したばかりであり、「氷川丸」は接岸第1船となった。続いて「氷川丸」は上海を経て香港へ向かい、7月12日に到着して処女航海を終えた。シアトルではラジオで誤って「ハイカワマル」と呼ばれ、その呼び名がそのまま定着した。
1930年10月、「氷川丸」はロンドン海軍軍縮条約の批准書を運んだ。
1932年6月、チャールズ・チャップリンが日本観光後に横浜からシアトルまで「氷川丸」に乗船した。この時、チャップリンがてんぷらが好物だということで、船ではてんぷらを供したという。
1934年、バンクーバーから横浜へ向け航行中に「氷川丸」は室戸台風に遭遇したが、船体への被害はなかった。
1937年、イギリス国王ジョージ6世の戴冠式に出席した秩父宮夫妻がビクトリアから横浜まで乗船。
1938年、オリンピック誘致などを終え帰国途中の嘉納治五郎が「氷川丸」船上で死去した。
1939年、アメリカ公演を行った宝塚少女歌劇団（現：宝塚歌劇団）の一行が帰国の際に「氷川丸」に乗船した。
1940年から1941年には「氷川丸」は北米へ逃れるユダヤ人を運んでいる。
1941年8月、シアトル航路は休止となった。同年9月から11月にかけて邦人引き揚げのため各地へ船が運航され、「氷川丸」は北米方面への一隻として216名を乗せて10月20日に横浜からバンクーバー、シアトルへ向かい、復路では364名を乗せて11月18日に横浜に戻った。

### 特設病院船

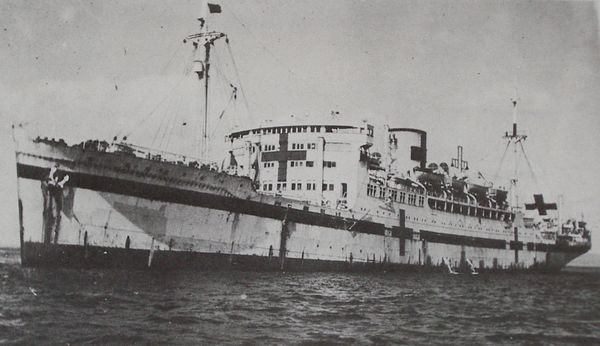
特設病院船時代の氷川丸を斜め前方より

1941年11月21日に「氷川丸」は海軍に徴用され、12月1日から横須賀海軍工廠で改装されて海軍特設病院船となった。改装では客室が病室などになった他、二等食堂が第二病室となって畳敷きとなり、第五番艙中甲板が第三病室、第六番艙中甲板が第五病室（伝染病室）に、三等食堂が手術室にされた。一等、二等ラウンジなどの装飾はそのまま残された。船体は白色塗装され、横には緑色の線と赤十字が描かれ、電飾が施された。夜間は当初は灯火管制することになったが、後にそのほうが安全だとして赤十字の標識を照らすようになったという。「白鳥」という愛称があった。
また、11月20日に第四艦隊に編入された。
「氷川丸」は横須賀鎮守府籍で、初代病院長には金井泉軍医大佐が就いた。
改装の終わった「氷川丸」は12月23日に横須賀を出港し、12月31日にルオット島に到着。そこでウェーク島攻略戦の負傷者を「海平丸」から収容するとトラックへ向かい、1942年1月5日に到着した。それ以後はマーシャル諸島各地を回り、2月16日に横須賀に戻った。
2月22日、横須賀を出港。ラバウルへ向かい、そこで負傷者を収容後、トラック、グアム、サイパンを経て4月5日に横須賀に戻った。
4月18日、「氷川丸」は横須賀で改装工事中にドーリットル空襲にあったが、被害はなかった。
4月25日、横須賀出港。トラック、フィンカロラ、ラバウルへ向かう。
6月26日、呉を出港。ダバオ、メナド、ケンダリ、アンボン、クーパン、マカッサル、バリクパパン、スラバヤ、シンガポール、サイゴン、マニラ、馬公を訪れ、8月10日に佐世保着。
8月28日、呉出港。トラック、ラバウル、カビエンを訪れ、9月20日横須賀着。
9月26日、横須賀出港。トラック、ラバウルを訪れ、10月18日横須賀着。
10月22日、横須賀出港。11月10日にブインに到着し、ガダルカナル島から引き揚げた設営隊員の患者を収容した。ブインでは空襲があったが、「氷川丸」に被弾はなかった。11月21日、横須賀着。
11月29日、横須賀出港。トラック、ブイン、ラバウルを訪れ、12月25日横須賀着。横須賀へ向かう途中の12月22日夜にピストンロッドが折損したが、翌朝までに修理完了した。
1943年1月5日、横須賀出港。トラック、ラバウルを訪れ、1月29日に横須賀着。
2月、日本軍はガダルカナル島から撤退。「氷川丸」は2月5日に横須賀を出港し、トラック、カビエンを経て2月17日にラバウルに着き、患者662名を収容。トラックへ向かう途中、駆逐艦「夕霧」から患者1名を収容し、トラックでは病院船「朝日丸」から50名が移送された。それからサイパンでガダルカナル島からの引揚者370名を降ろし、3月2日に横須賀に戻った。
3月12日、横須賀出港。サイパン、トラック、ブイン、ラバウル、カビエン、トラックと訪れ、4月8日に横須賀着。
4月18日、横須賀出港。トラック、ラバウル、カビエン、トラック、サイパンと訪れ、5月13日に横須賀着。
6月11日、横須賀出港。ラバウル、トラック、カビエン、ラバウル、カビエン、トラックと訪れ、7月18日に横須賀着。
9月9日、横須賀出港。マニラ、ダバオ、アンボン、クーパン、マカッサル、バリクパパン、スラバヤ、ジャカルタ、シンガポール、サイゴン、三亜、高雄、佐世保を訪れ、11月4日に佐世保着。この航海時、「氷川丸」は10月3日にスラバヤ港外で船尾付近に触雷した。それによりプロペラシャフトの軸受けが歪み、修理に10日を要した。
11月16日、横須賀出港。トラック、クェゼリン、ルオット、ウォッジェ、タロア、クェゼリン、ルオット、トラック、パラオ、佐世保と訪れ、1944年1月11日に横須賀着。
1月9日、横須賀出港。トラック、ラバウル、トラック、別府、呉と訪れ、2月14日に横須賀着。
2月20日、横須賀を出港後、トラックを経由してパラオへ、続いてバリクパパンで傷病兵や患者を受け入れる。この頃、戦況の悪化によってパラオでは大空襲が予想されたため、内地への引揚を希望する邦人が急増。そのためバリクパパンを出港した氷川丸は予定を変更し、3月16日に再びパラオに戻り、内地引揚希望の邦人を受け入れたので、他の回航で500人～1000人を乗せていた氷川丸の船内は、この回航では総員2500人に膨れ上がった。パラオ出港後に向かったサイパンでは傷病兵の一部を下船させた短い航海となり、3月25日に横須賀に帰港。
4月20日、横須賀出港。サイパン、トラック、パラオ、バリクパパン、アンボン、スラバヤ、シンガポール、マニラ、佐世保を訪れ、6月14日に横須賀着。
7月1日、横須賀出港。パラオ、トラック、メレヨン、ダバオを訪れ、8月1日に横須賀着。この航海時、7月15日にメレヨン島ルオット水道で「氷川丸」は2度目の触雷をした。この時は船首で磁気機雷2発が爆発し、一番船艙が浸水。ダバオで応急修理を行った。
9月2日、横須賀出港。呉、マニラ、スラバヤ、シャムアン、バリクパパン、ダバオを訪れ、10月10日に佐世保着。
10月17日、佐世保出港。マニラを訪れ、10月28日に横須賀着。
11月5日横須賀出港。マニラ、シンガポール、マニラと訪れ、12月25日に横須賀着。この航海時にはマニラ湾を出たところで「氷川丸」は機銃掃射を受けている。
1945年1月17日、横須賀出港。横浜、徳山、佐世保、基隆、三亜、サンジャック、シンガポール、ジャカルタ、呉を訪れ、3月24日に横須賀着。この航海時、2月22日（14日）に「氷川丸」はジョホール水道で3度目の触雷をした。これは磁気機雷によるもので、船尾に触雷し、二重底の油槽、水槽で漏水が生じた。また、衝撃によって寝台から落ちる傷病兵が出て、1名がショック死した。
5月19日、佐世保を出港。ジャカルタ、シンガポール、三亜で傷病兵を収容して佐世保で降ろしたが、佐世保が空襲を受けたため、その後佐世保から舞鶴への傷病兵移送にあたった。この時の航海では、佐世保からジャワへ暗号書を輸送し、その後はシンガポールから重油（タンクに入れていた水と入れ替えた）とパイロットを運んでいる。
7月30日、舞鶴は空襲を受けて「氷川丸」と並んで係留されていた海防艦「沖縄」などが撃沈されたが、「氷川丸」に被害はなかった。しかし、陸上で「氷川丸」乗組員2名が死亡した。
「氷川丸」は終戦の日を舞鶴海軍工廠で迎えた。「氷川丸」は28回出動し、3万名以上の傷病兵を運んだ。同年11月30日、海軍省の廃止に伴い特設艦船籍から除かれた。

### 太平洋戦争以後
1945年12月1日、第二復員省の開庁に伴い、横須賀地方復員局所管の特別輸送船に定められる。敗戦後、「氷川丸」はGHQの日本商船管理局 (en:Shipping Control Authority for the Japanese Merchant Marine, SCAJAP) によりSCAJAP-H022の管理番号を与えられ、帰国者の引き揚げ任務に従事。45000人を日本へ運んだ。1946年8月15日、「氷川丸」は特別輸送船の定めを解かれ、8月20日付けで解傭となった。続いて国内航路に就役し、輸送任務に従事。1953年（昭和28年）、11年ぶりにシアトル航路に復帰した。最終航海は、1960年（昭和35年）8月27日に横浜からシアトルへ出港。10月1日に横浜に戻ると、10月3日に神戸に到着。神戸から横浜に回航され、太平洋横断238回をもって航海を終えた。のべ25,000人余りの乗客を運んだという。
解体予定もあったが、市や市民の保存を望む声によって同年12月に「宿泊施設を兼ねた観光船」に転用される。この際、船尾の貨物施設やプロペラシャフトの撤去など、横浜船渠第一号船渠（現：日本丸メモリアルパーク）で大規模な補修が実施された。1961年（昭和36年）5月、山下公園に係留される。以後の所有は氷川丸マリンタワー株式会社（以下、「氷川丸マリンタワー」と記す）になり、ユースホステル・見学施設として運営された。後に船体がエメラルド･グリーンに塗り替えられた。船内では船上結婚式、ビアガーデン、ライブ、サロン・コンサート、パーティ、年越しカウントダウンなどの催事・イベントが実施された。この間、船体はブルーに塗り替えられていた時期を経て1980年代後半に日本郵船時代の黒い塗装に再度塗り直されている。
2003年（平成15年）、「氷川丸」は横浜市指定有形文化財に指定された。しかし、入場者数の減少のため、氷川丸マリンタワーは2006年（平成18年）10月13日、同年12月25日で氷川丸の運営を終了し、船体を日本郵船に譲渡することを発表した。その後、予定通りに運営を終了し、氷川丸マリンタワーは2006年12月31日付で解散した。
2007年（平成19年）8月より船体の部分的な修繕・内装の修復を行っていたが、日本郵船より一般公開を再開する旨が発表される。2008年（平成20年）4月25日、「氷川丸」竣工から78年目に合わせ、「日本郵船氷川丸」の名称で一般公開を開始した。
毎日正午になると時報代わりに汽笛を鳴らす、この他前述のカウントダウンでは新年を迎える際に氷川丸の汽笛を鳴らすのが慣例になっている。船体の大規模な修繕は1961年（昭和36年）より実施されておらず老朽化が進行している。
2016年（平成28年）、戦前で作られた貨客船としての文化的価値が評価されて、国の重要文化財（歴史資料）に指定された。「明治丸」に続く二番目の船の文化財となったが、海上で保存されている船舶では初の文化財である。

## 病院長
1. 金井泉 軍医大佐：1941年12月1日[75] - 1942年11月15日
2. 本間正人 軍医大佐：1942年11月15日[76] - 1943年11月5日
3. 野村守 軍医大佐：1943年11月5日[77] - 1944年10月25日
4. 鍵山俊六 軍医大佐：1944年10月25日[78] - 1945年6月20日
5. 村上哲 軍医大佐/第二復員官：1945年6月20日[79] - 1946年3月30日
6. 武藤經世 第二復員官/第二復員事務官/復員事務官：1946年3月30日[80] - 1946年8月15日[注 1]

## 歴史
- 1930年（昭和5年）
  - 4月25日 横浜船渠株式会社（現：三菱重工業横浜製作所）にて竣工。
  - 5月13日 - 5月27日 処女航海 神戸 - シアトル [注 2]。
    - 初代船長の秋吉七郎は「軍艦氷川」と評されるほどの厳格な船内規律を徹底させ、以後氷川丸の伝統となるサービスの基礎を築いた。

  - ロンドン軍縮会議の批准書を輸送。
- 1932年（昭和7年） 第11次航海の往路にハリウッド俳優のチャールズ・チャップリンが乗船。
- 1937年（昭和12年） イギリス王室ジョージ6世の戴冠式からの帰国時、秩父宮夫妻が乗船。カナダ・ビクトリア港 - 横浜。
- 1938年（昭和13年） 東京オリンピック誘致のため、カイロのIOC会議に出席した嘉納治五郎が帰国時、シアトルより乗船。5月4日、肺炎により船内で亡くなる[81]。
- 1939年（昭和14年）
  - 6月20日 第59次航海の復路に宝塚少女歌劇団（現：宝塚歌劇団）の訪米芸術使節団一行がアメリカ公演からの帰朝時にシアトルから乗船。シアトル - バンクーバー - 横浜 - 神戸。
  - 8月17日 国際情勢によりシアトル航路閉鎖。
- 1941年（昭和16年）
  - 日本政府に交換船として徴用され、在日アメリカ・カナダ人を送り届け、在米・在加日本人を乗せて帰国。
  - 11月 日本海軍に徴用され、病院船として南太平洋海域にて活動。戦時中の様子は1943年（昭和18年）に制作された戦記映画『海軍病院船』（日本映画社制作・53分）で確認可能。
- 1945年（昭和20年） 第二次世界大戦終了後、復員輸送に従事。
- 1947年（昭和22年） 北海道航路に就航 横浜 - 室蘭 - 大阪。
- 1949年（昭和24年） 不定期で外国航路に就航。
- 1950年（昭和25年） 不定期で米国航路に貨物船として就航。
- 1952年（昭和27年） 欧州定期航路に貨客船として就航。
- 1953年（昭和28年）7月 横浜 - シアトル航路に定期貨客船として復帰。
- 1953年（昭和28年）- 1960年（昭和35年） フルブライト交換留学生が利用[注 3]。
- 1959年（昭和34年） 宝塚歌劇団がカナダ・アメリカ公演の渡航に利用。
- 1960年（昭和35年） 運航終了。日本郵船もシアトル航路から撤退。
- 1961年（昭和36年） 横浜港開港100周年記念事業として山下公園前に係留、ユースホステルとなる。
- 1978年（昭和53年） 横浜大洋ホエールズ（現：横浜DeNAベイスターズ）応援団に銅鑼が寄贈される[注 4]。
- 2000年（平成12年）6月15日 係留中の船体から重油が流出。海面約700平方メートルにわたり広がった。
- 2003年（平成15年）11月 横浜市指定有形文化財の指定を受ける。
- 2006年（平成18年）
  - 10月13日 運営してきた氷川丸マリンタワー株式会社が、営業を同年12月25日で終了すると発表。
  - 12月25日 営業終了、日本郵船へ管理が移管される。
- 2008年（平成20年）4月25日 リニューアル工事を行った後に一般への公開を再開。
- 2010年（平成22年）11月12日 - 11月14日 APEC首脳会議開催に伴うテロ対策のため、営業停止。
- 2012年（平成24年）5月 - リニューアルオープンから入場者100万人に到達[73]。
- 2016年（平成28年）8月17日 同日付けの官報告示により国の重要文化財に指定。指定名称は以下の通り[6]。
  - 氷川丸 1艘 昭和五年、横浜船渠株式会社製
  - 附 一、航海日誌・諸記録類8点 一、図面類455点

## 現係留地
- 北緯35度26分48.07秒 東経139度39分4.54秒 / 北緯35.4466861度 東経139.6512611度座標: 北緯35度26分48.07秒 東経139度39分4.54秒 / 北緯35.4466861度 東経139.6512611度
- 横浜東部 - 地理院地図
- 日本郵船氷川丸 - Google マップ

### 交通
- みなとみらい線元町・中華街駅下車徒歩3分。
- 横浜駅・桜木町駅より横浜市営バス26系統・羽田空港より京浜急行バス「山下公園前」停留所下車。

## 周辺の名所
- 横浜マリンタワー
- 山下公園
- 横浜港
  - 大さん橋
- 横浜中華街
- 横浜みなとみらい21
- 元町 (横浜市)
- 横浜赤レンガ倉庫

## 関連作品

### 映像作品
- 『プロハンター』（1981年日本テレビ系）- エンディングにおいて舞台となる横浜の光景のひとつとしてグリーン塗装時代の氷川丸を見ることができる。
- 『青が散る』（1983年TBSテレビ系）9話（1983年12月23日）- 買い出し帰りに立ち寄った操舵室で、伝声管を用いて祐子が結婚することを燎平に告白する。
- 『あぶない刑事』（1986年日本テレビ系）17話（1987年1月25日）- 殺人事件の現場として。ブルーに塗り替えられた時期の氷川丸を見ることができる。
- ドキュメンタリー『内山理名が往く 歴史ROMAN 産業遺産』第11回（前編）- 第12回（後編）「貿易立国ニッポンの原点・横浜港」（日経CNBC）
- 『映画 プリキュアオールスターズNewStage みらいのともだち』（2012年東映系）-「協力」としてクレジットされている。
- 『氷川丸ものがたり』（2015年虫プロダクション制作）- 本船の史実を描いたアニメーション映画
- 『オードリーさん、ぜひ会って欲しい人がいるんです！』（中京テレビ、2018年11月10日）- 第二次世界大戦中から戦後にかけて従軍看護婦として乗船した女性が体験談を語っている。
- 『新美の巨人たち』-「海に浮かぶ重要文化財『日本郵船氷川丸』×要潤」（テレビ東京、2020年10月10日）

### 模型
第二次世界大戦開戦まで、日本郵船バンクーバー代理店には籾山艦船模型製作所製の1/48氷川丸大型模型があった。この模型は、カナダ政府による対日資産凍結により没収され、競売により落札したアメリカ人が所有していたが、遺族がウィスコンチン州海事博物館に寄贈して展示されていた。1995年に存在が明らかになり、日本郵船による返還交渉の末、2013年11月に返還されることが決まり、2014年1月14日に日本郵船歴史博物館に到着。2月18日から一般公開されている。
この種の民間船としては数少ないプラモデル化された船である。長谷川製作所（ハセガワ）から、1/700ウォーターラインシリーズ（喫水線より上の船体のみ再現したもの）および1/350スケールのフルハルモデル（喫水線以下の船体も再現されている船舶模型の様式）タイプのプラモデルキットとして、現役貨客船時代と徴用病院船時代の2種類ずつ発売されている。

### PV・ジャケット
- 1979年11月21日発売の中島みゆき6作目のアルバム「おかえりなさい」のジャケット写真に使われた。
- くるりの楽曲「青い空」のPV中に、氷川丸の機関室で演奏する様子が登場する。
- スキマスイッチの楽曲「全力少年」のシングルジャケット写真撮影に使われた。
- YUIのアルバム「HOW CRAZY YOUR LOVE」のアルバムジャケット写真撮影に使われた。
- TrySailのアルバム「Sail Canvas」のジャケットおよびブックレットの写真撮影に使われた。
- 堀江由衣のシングル「ALL MY LOVE」のジャケット撮影に使われた。
- GRANRODEOのアルバム「Pierrot Dancin'」のジャケット撮影に使われた。

## ギャラリー

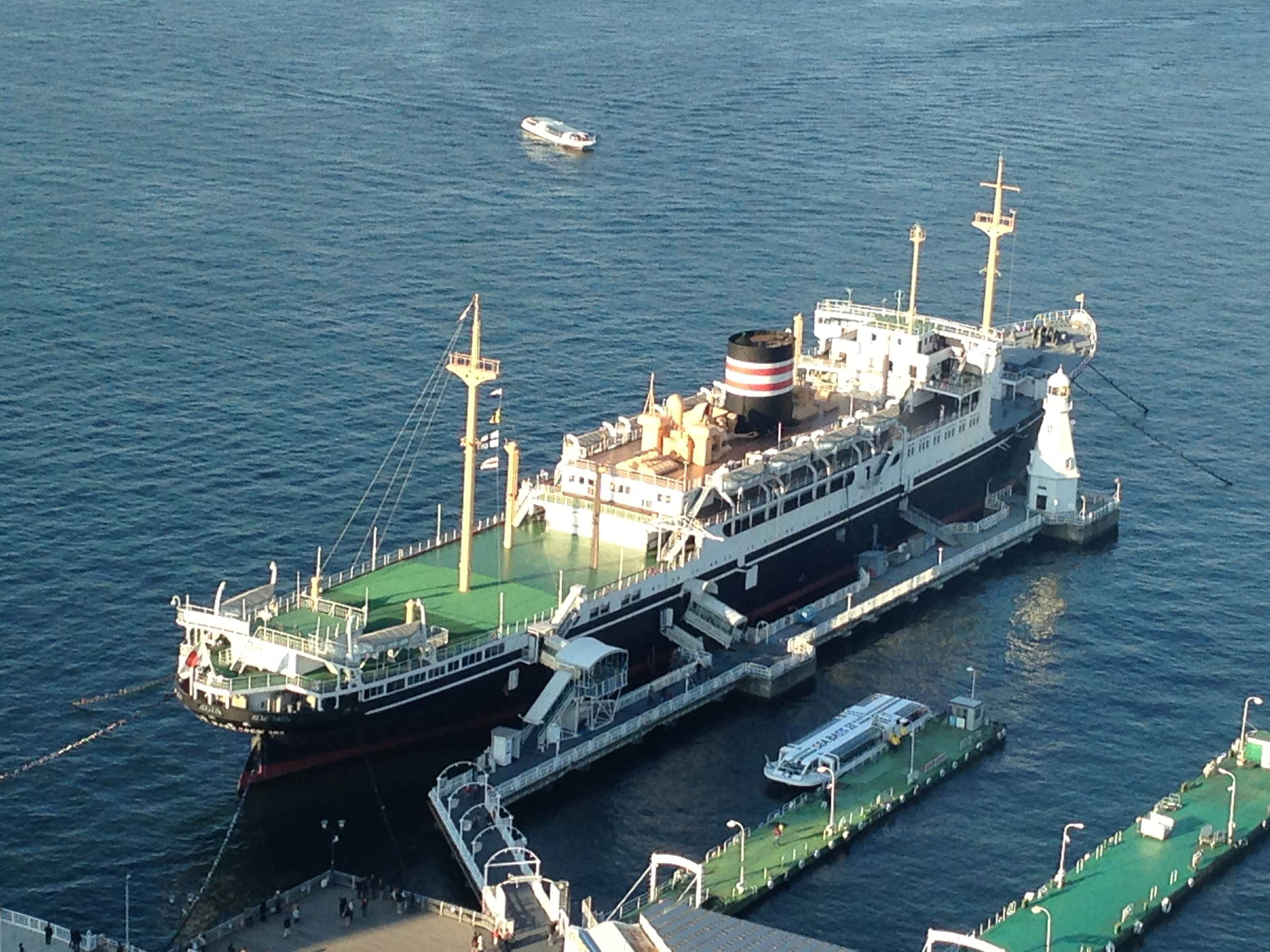
横浜マリンタワーの展望台より
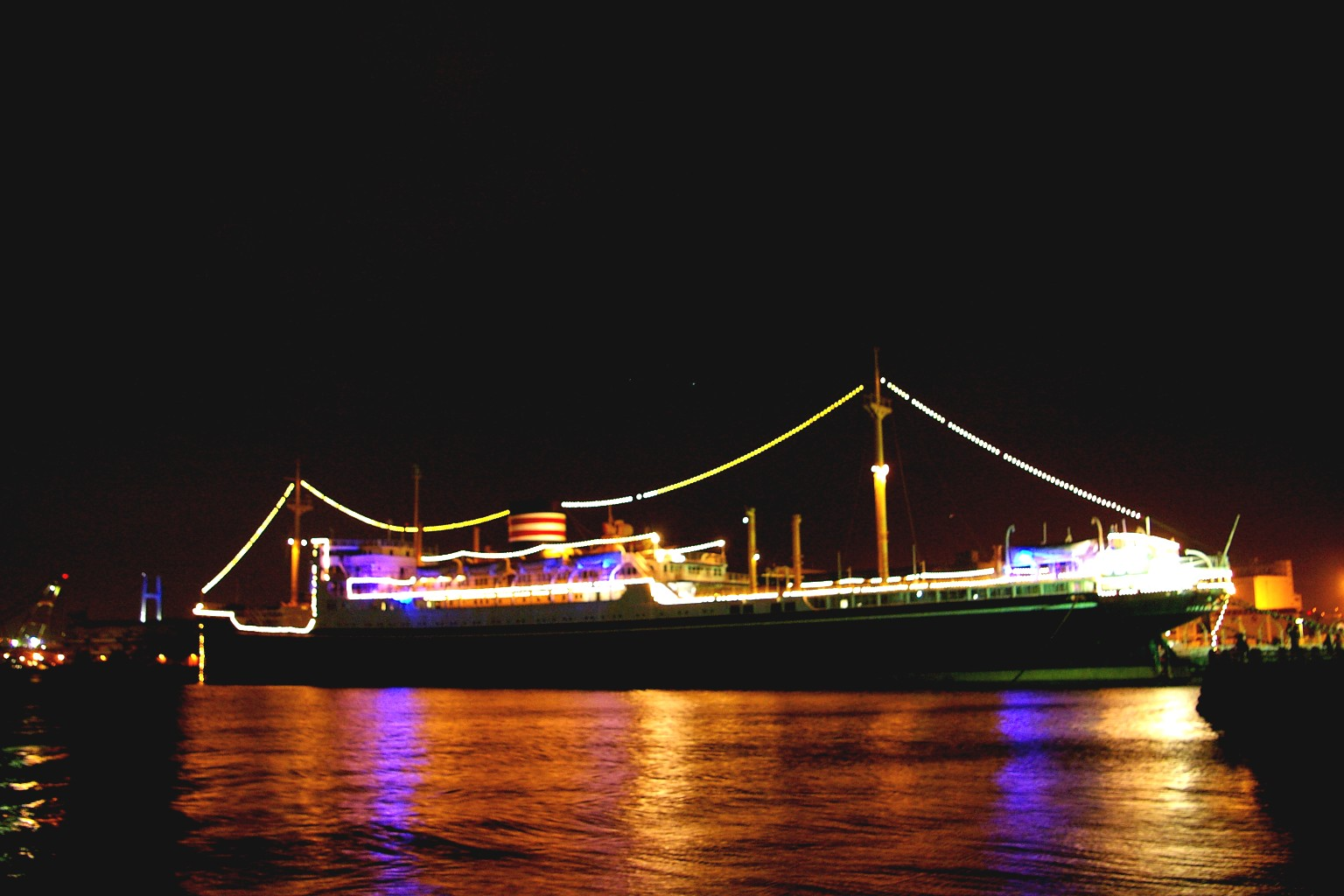
現係留地の夜景
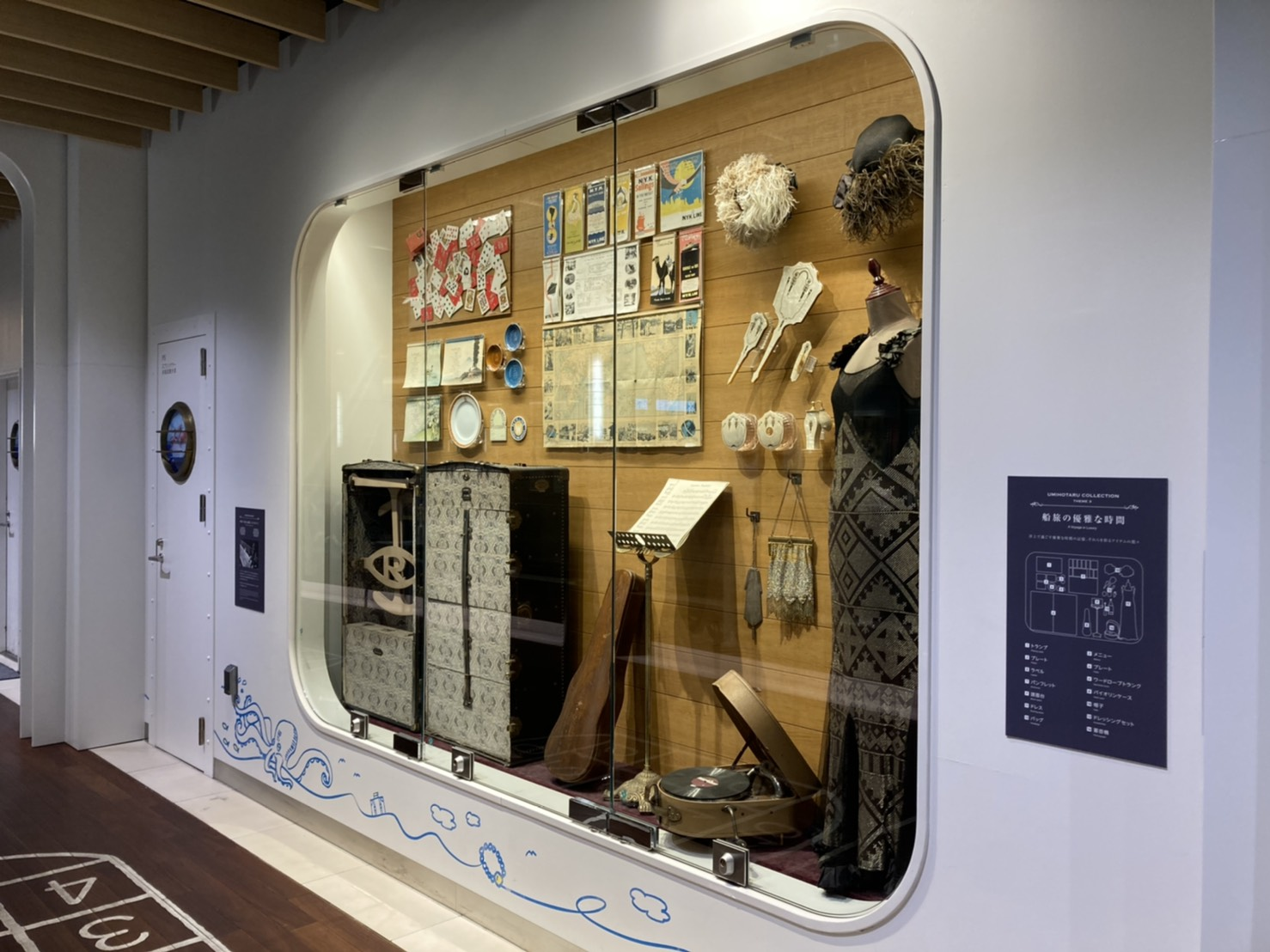
海ほたるPAには氷川丸のパンフレットなどが展示されている
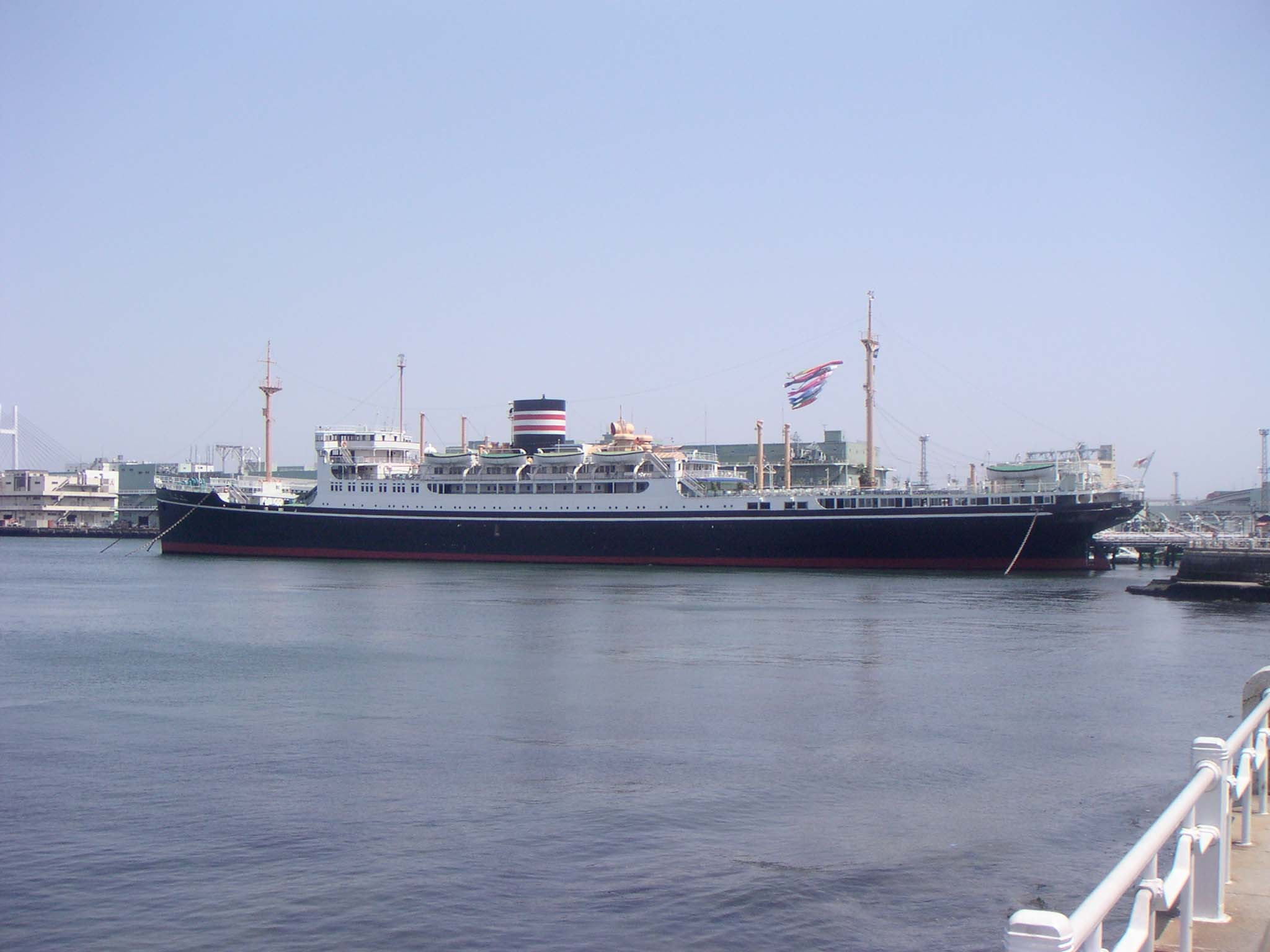
氷川丸
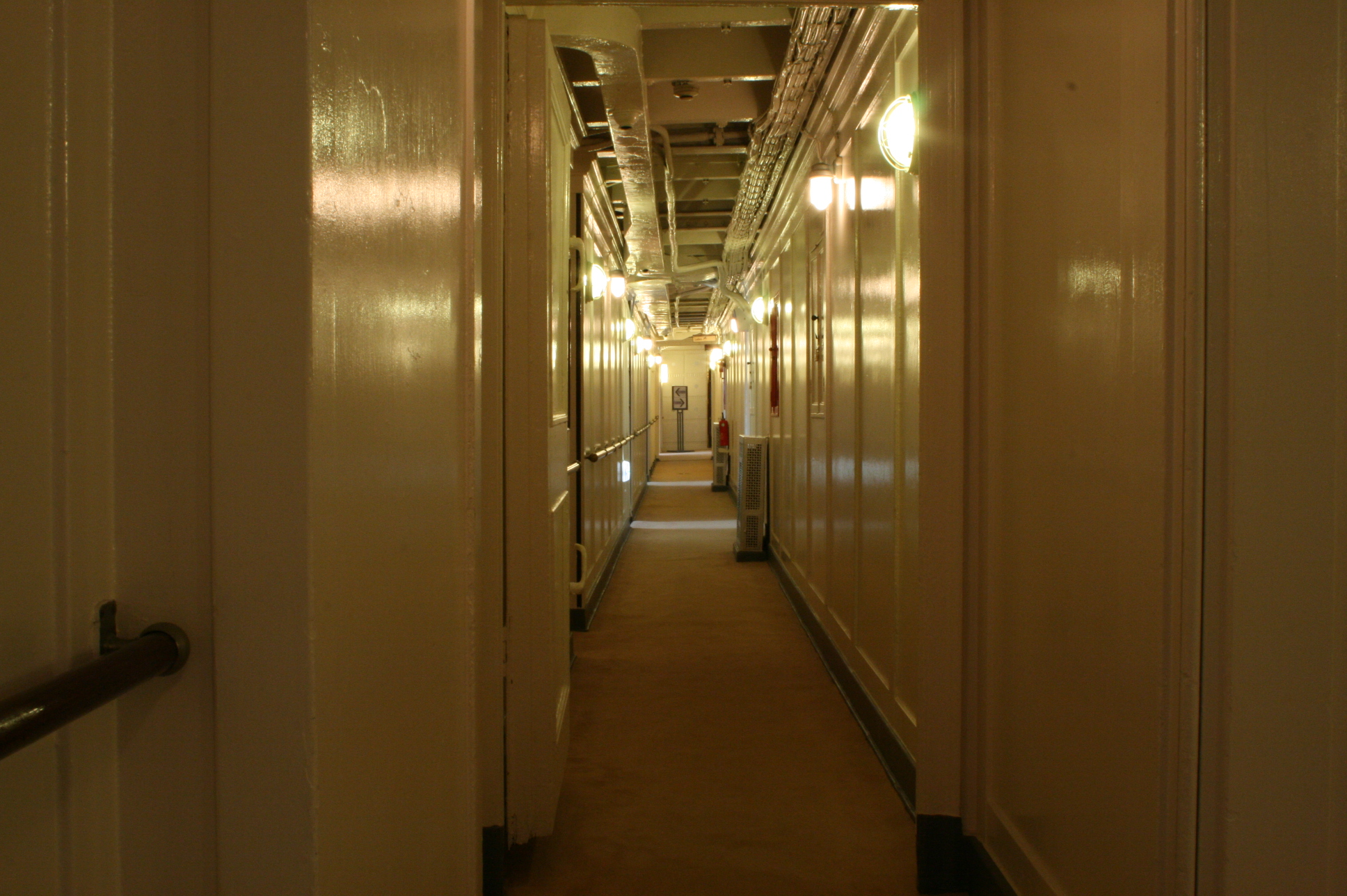
一等客室通路
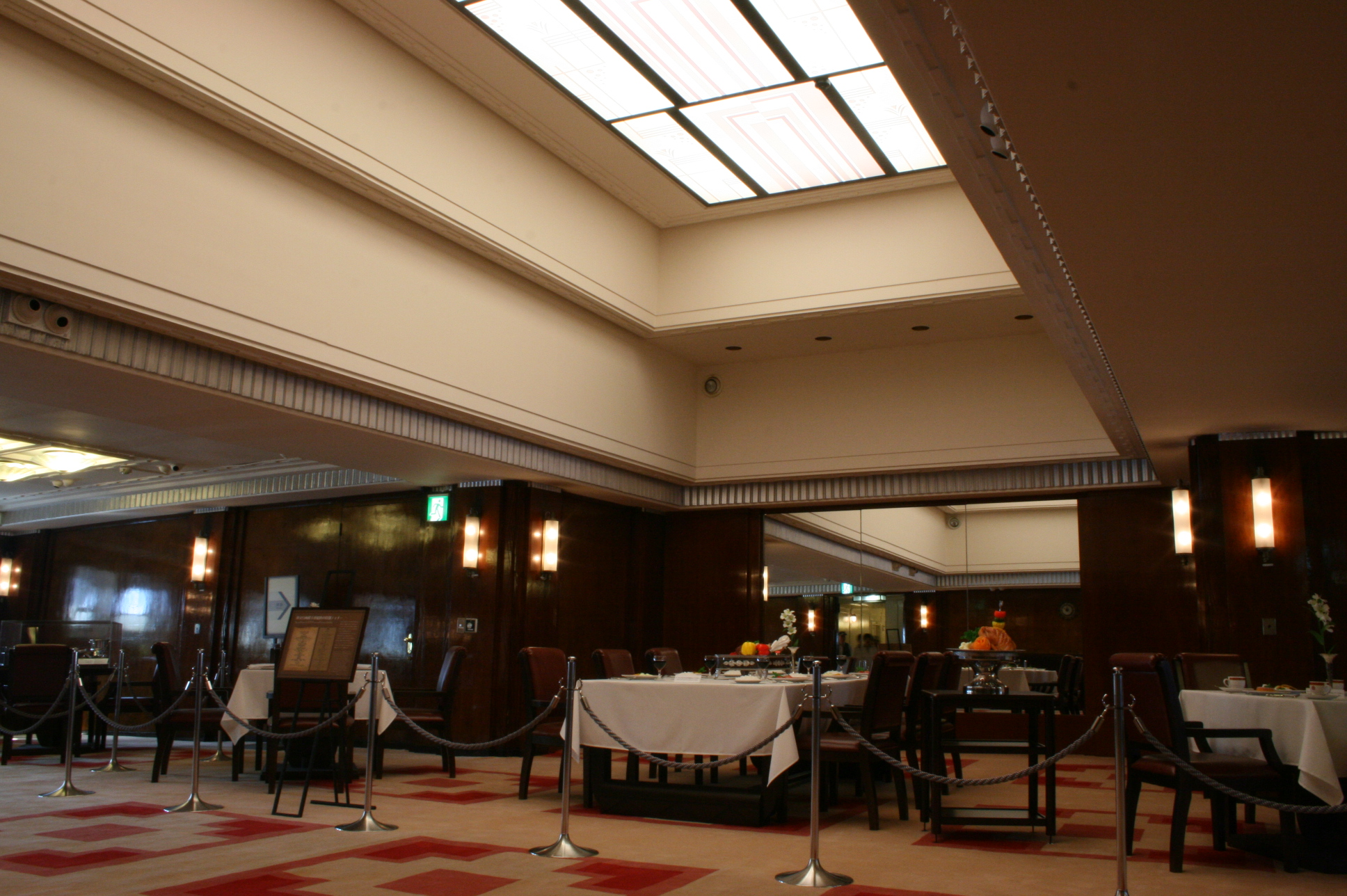
一等客専用食堂
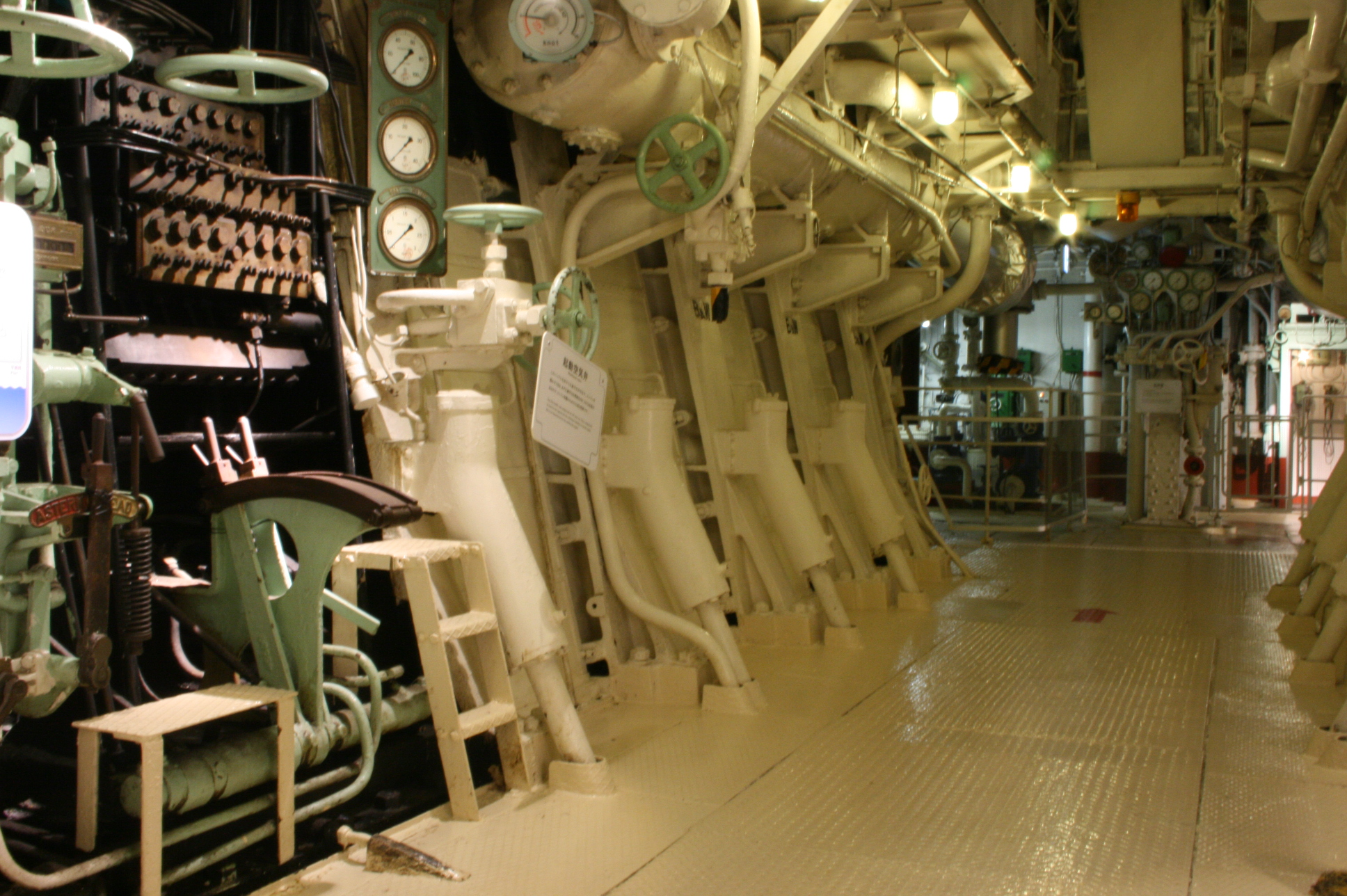
機関室
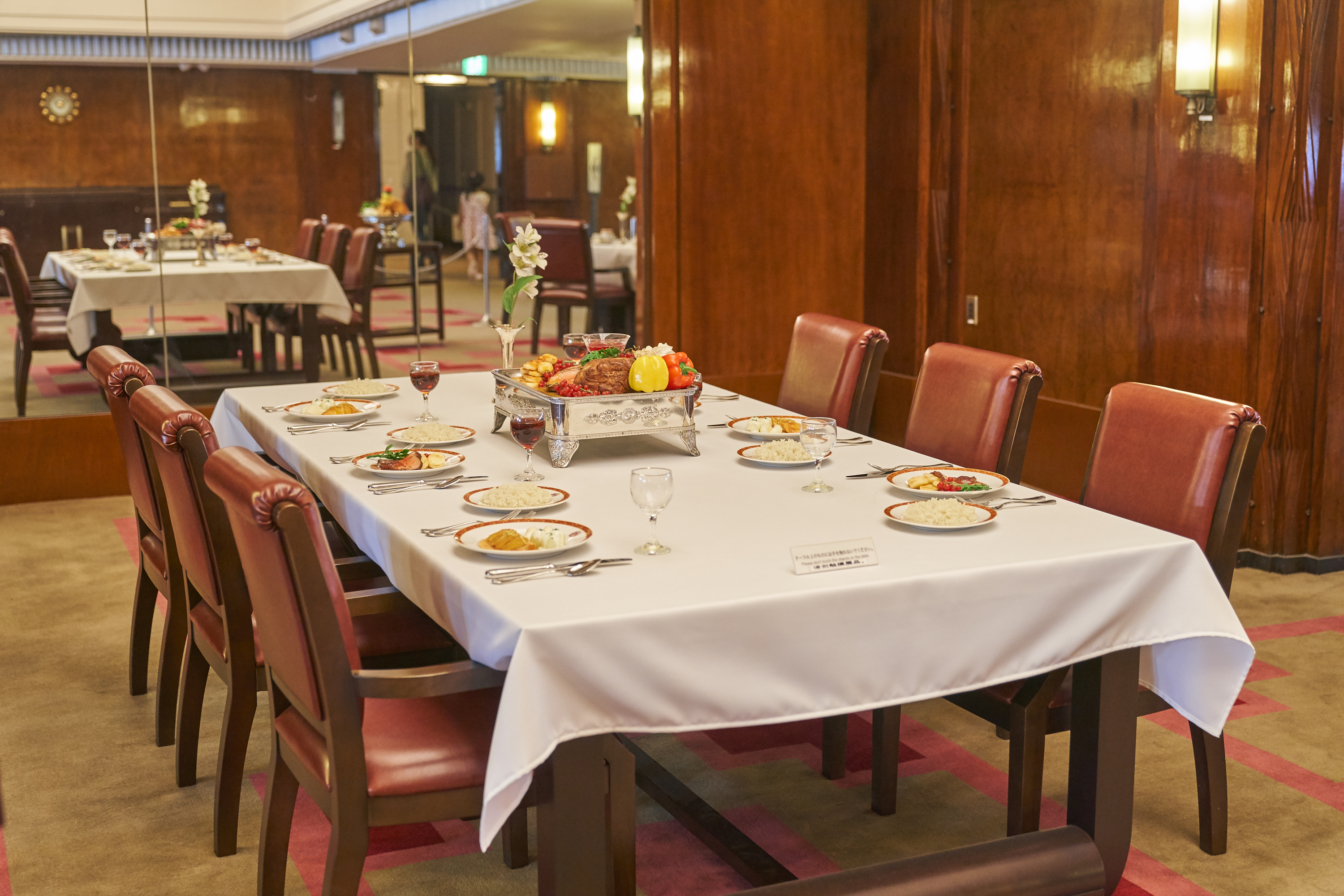
氷川丸レストラン
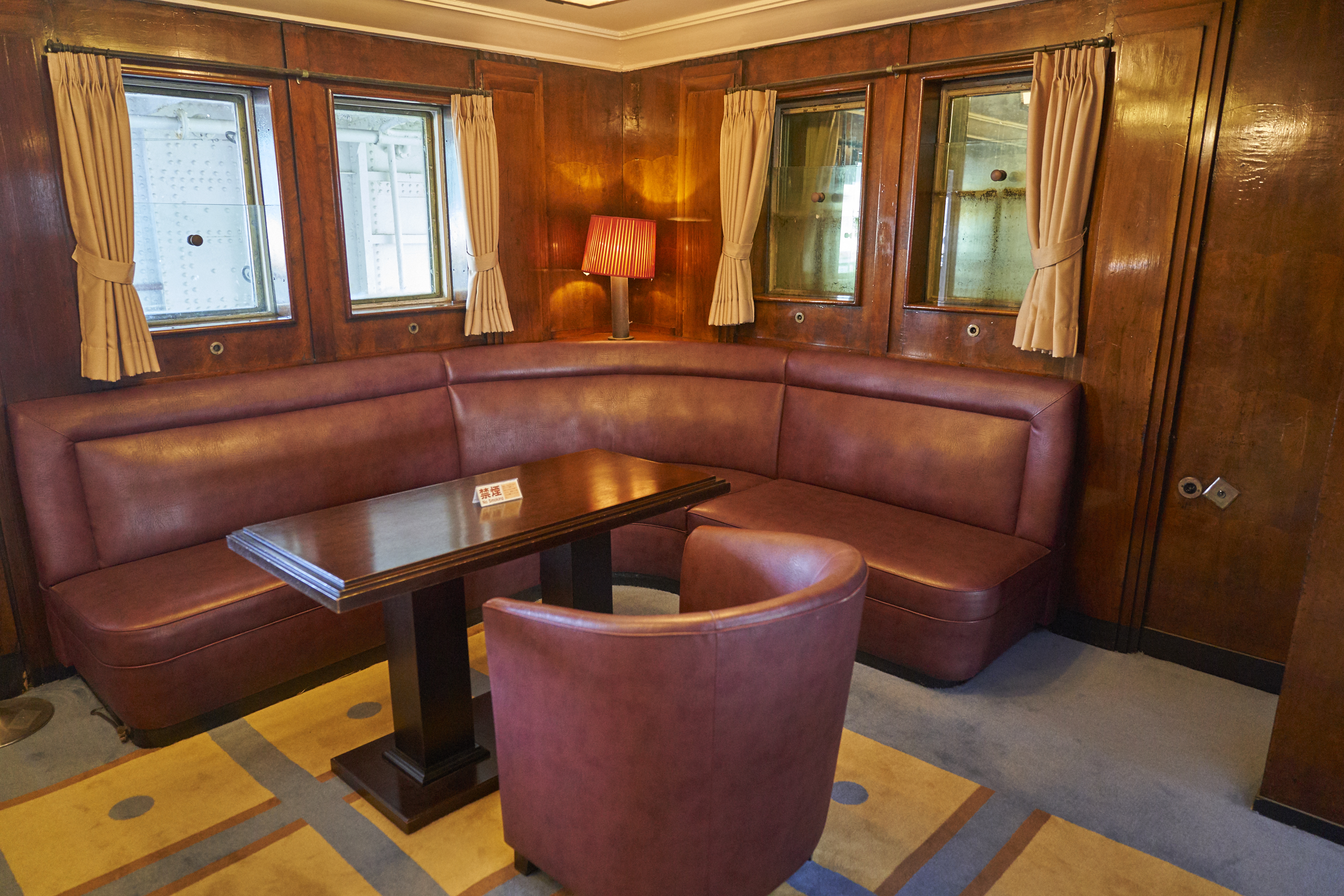
氷川丸サルーン
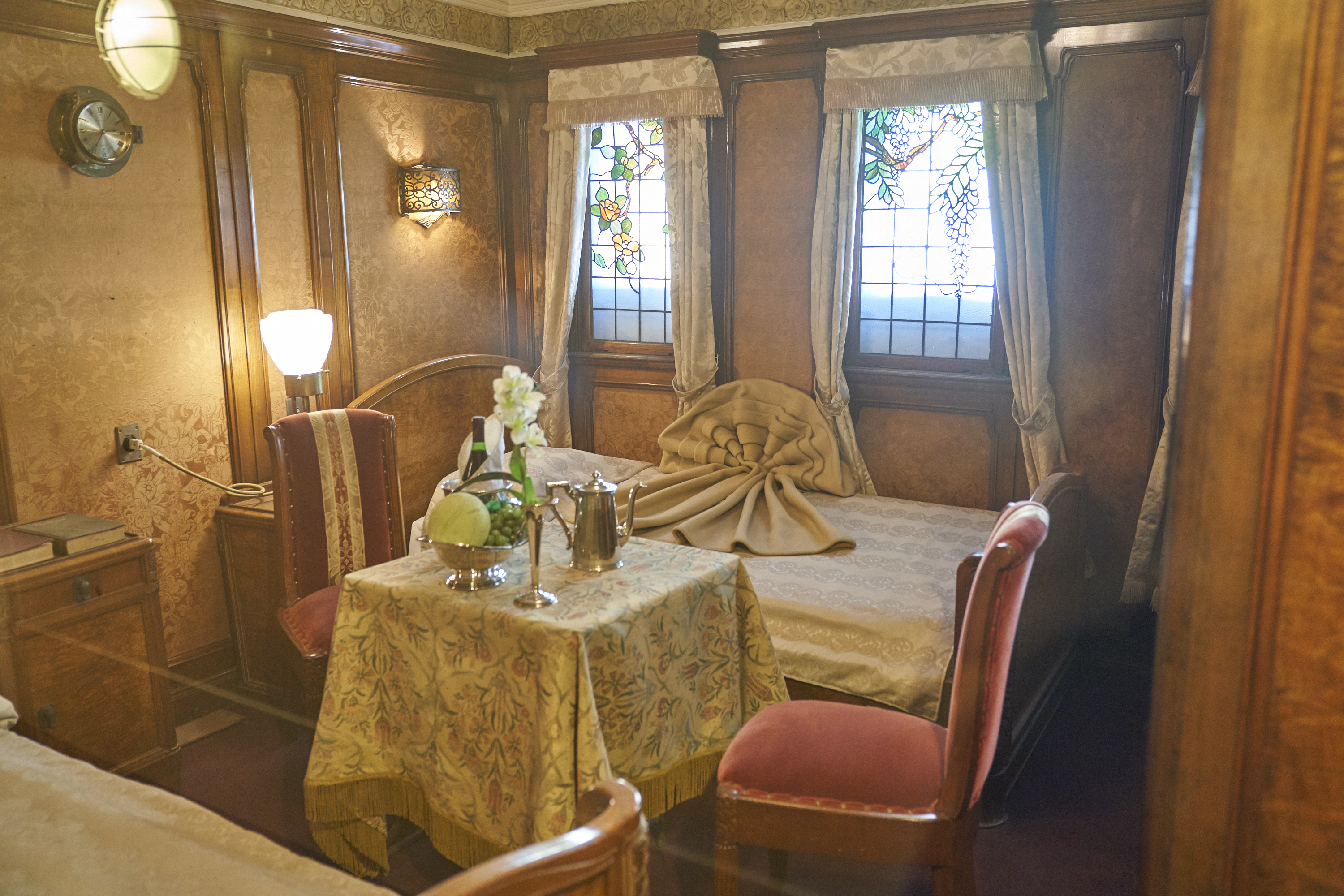
氷川丸ファーストクラスのベッドルーム
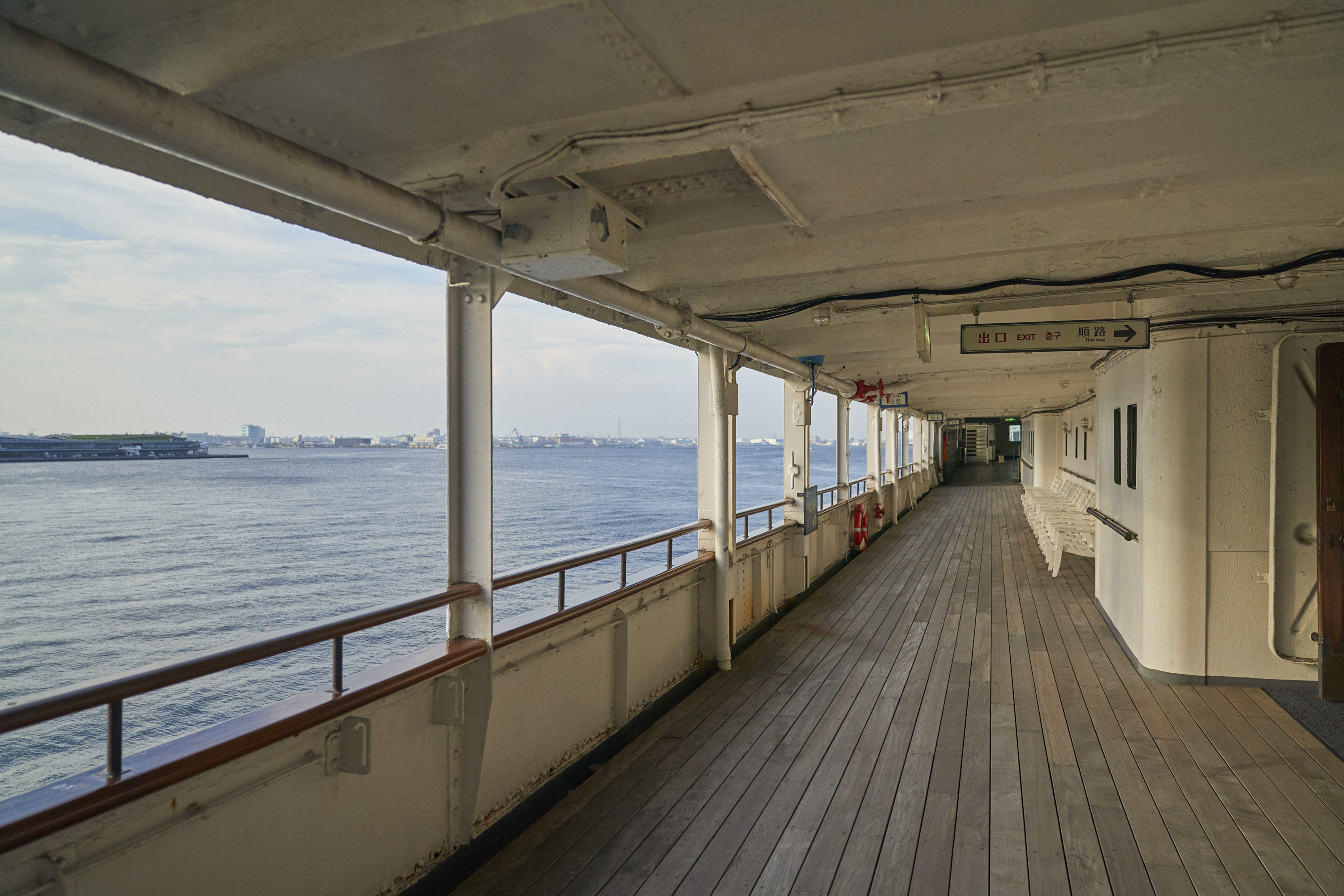
氷川丸デッキ
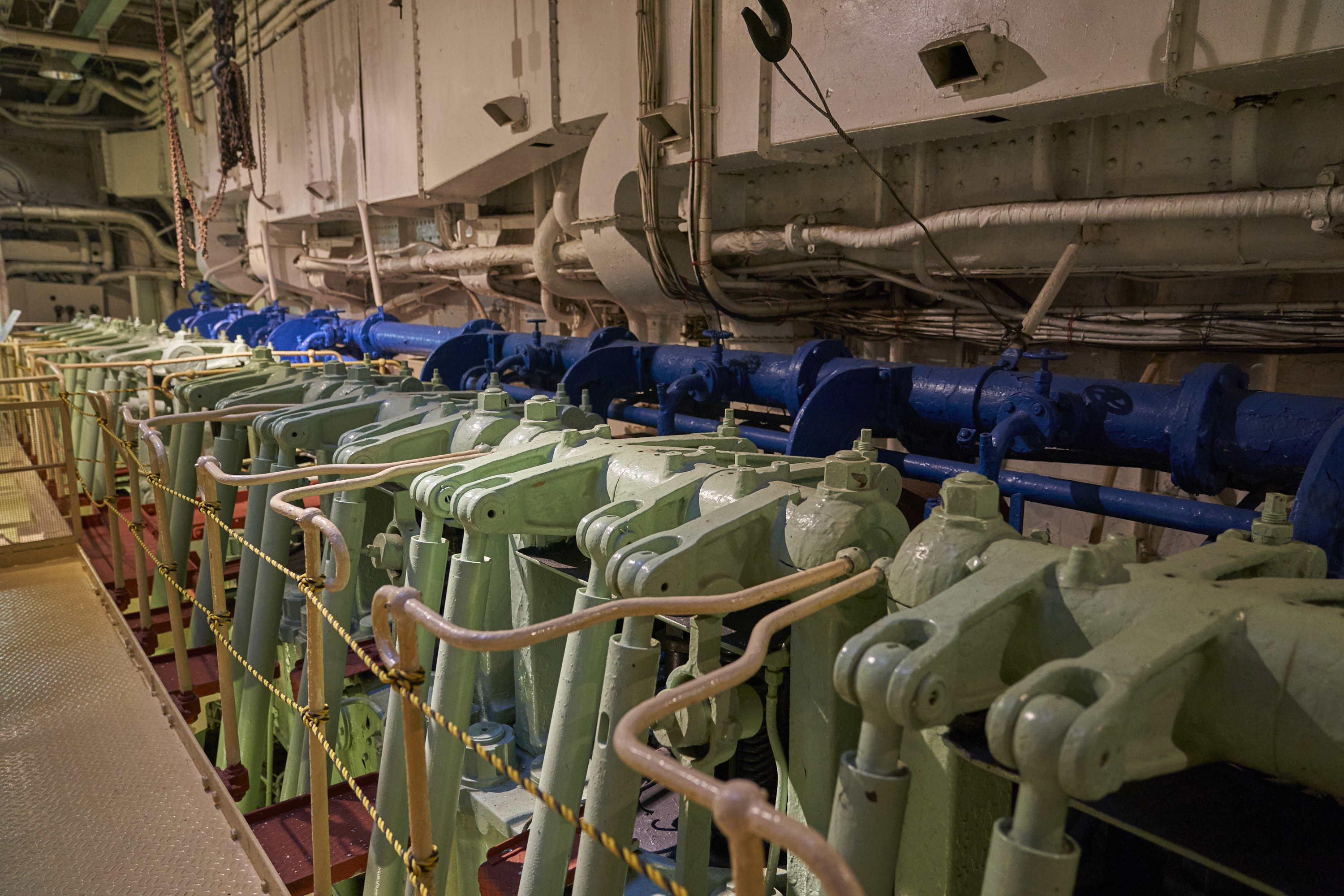
氷川丸エンジン室
姉妹船の平安丸との比較（デッキ）
姉妹船の平安丸との比較（機関室）
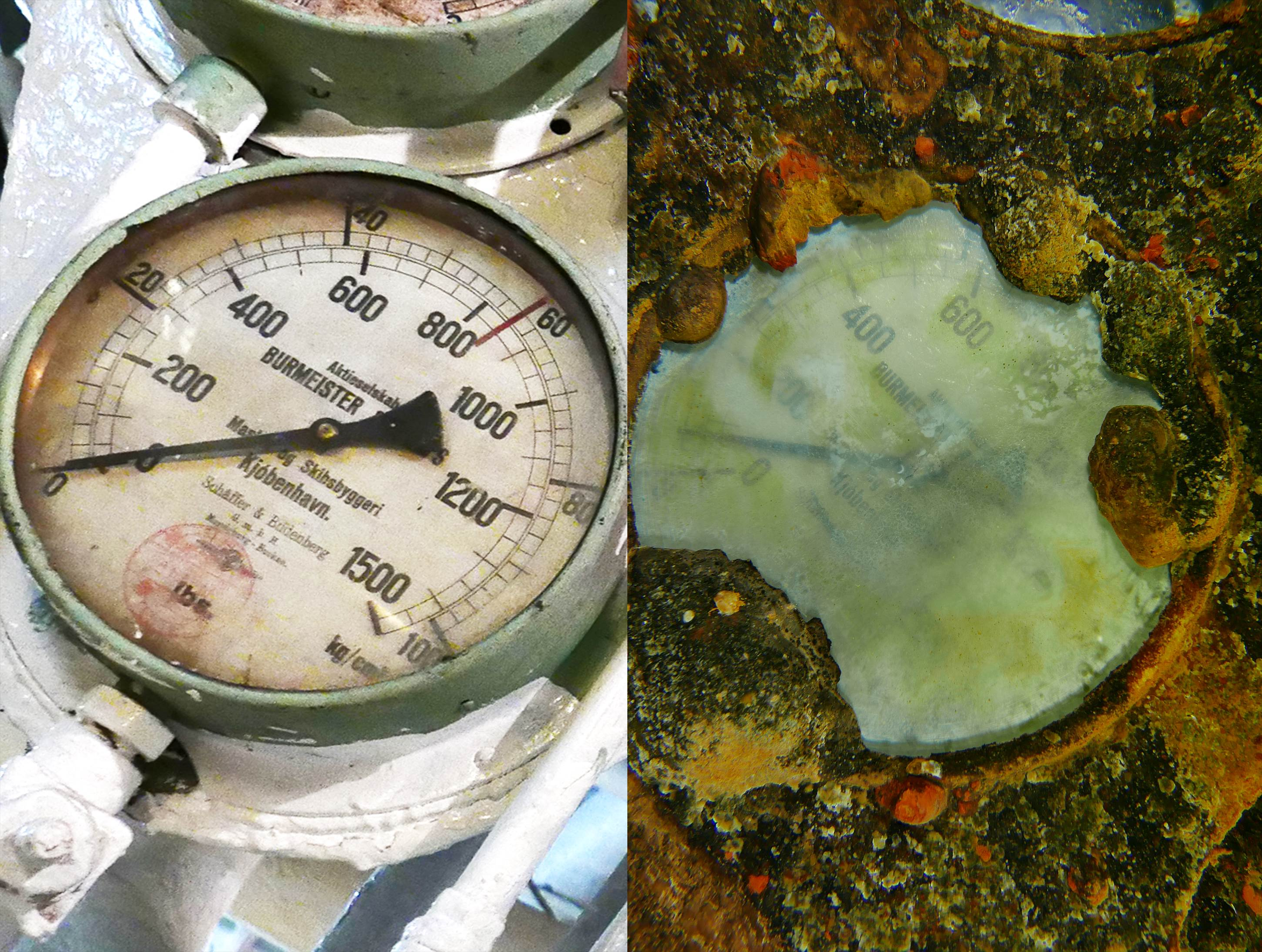
姉妹船の平安丸との比較（機関室計器）